# Maria Marzana
Maria Marzana (Ludwigshafen, 22 juin 1982) est une femme politique italienne.

## Biographie
En 2013, elle est élue député de la circonscription Sicile 2 pour le Mouvement 5 étoiles.